# Grup de la cervantita
El grup de la cervantita és un grup de minerals de la classe dels òxids. Està format per sis espècies: bismutocolumbita, bismutotantalita, cervantita, clinocervantita, estibiocolumbita i estibiotantalita. Totes elles cristal·litzen en el sistema ortoròmbic, a excepció de la clinocervantita que ho fa en el monoclínic.
| Espècie          | Fórmula     |
| ---------------- | ----------- |
| Bismutocolumbita | BiNbO₄      |
| Bismutotantalita | BiTaO₄      |
| Cervantita       | Sb₂O₄       |
| Clinocervantita  | Sb³⁺Sb⁵⁺O₄  |
| Estibiocolumbita | Sb(Nb,Ta)O₄ |
| Estibiotantalita | Sb(Ta,Nb)O₄ |

Segons la classificació de Nickel-Strunz ls minerals d'aquest grup pertanyen a «04.DE: Òxids i hidròxids amb proporció Metall:Oxigen = 1:2 i similars amb cations de mida mitjana; amb diversos poliedres» juntament amb els següents minerals: downeyita, koragoïta, koechlinita, russellita, tungstibita, tel·lurita, paratel·lurita i baddeleyita.
De totes aquestes espècies només la cervantita ha estat trobada ha estat trobada als territoris de parla catalana, concretament a les mines de la Vall de Ribes i a la Collada Verda, a Pardines, tots dos indrets a la província de Girona (Catalunya).